# Пропаст (село)
Вижте пояснителната страница за други значения на Пропаст.
Пропаст е село в Южна България. То се намира в община Кърджали, област Кърджали.

## География
Село Пропаст се намира в планински район.

## История
Допреди години Пропаст е било отделно село, сега е част от с. Сипей.

## Население
Численост и дял на етническите групи според преброяването на населението през 2011 г.:
|                     | Численост | Дял (в %) |
| Общо                | 101       | 100,00    |
| Българи             | 0         | 0,00      |
| Турци               | 90        | 89,10     |
| Цигани              | 0         | 0,00      |
| Други               | 0         | 0,00      |
| Не се самоопределят | 0         | 0,00      |
| Неотговорили        | 10        | 9,90      |